# Radiobariet
Het mineraal radiobariet is een barium-radium-sulfaat met de chemische formule (Ba,Ra)SO4.

## Eigenschappen
Het wit tot geelwitte radiobariet heeft een glasglans en een witte streepkleur. Het kristalstelsel is orthorombisch en de splijting is perfect volgens de kristalvlakken [010] en [210] en imperfect volgens [010]. De gemiddelde dichtheid is 4,42 en de hardheid is 3 tot 3,5. Radiobariet is het meest radioactieve mineraal dat bekend is. Het heeft een API gamma ray waarde van 1.351.539.387,93, en het is zeer gevaarlijk.

## Naamgeving
De naam van het mineraal radiobariet is afgeleid van de samenstelling (radium en barium) en het Griekse woord baryos dat "zwaar" betekent.

## Voorkomen
Radiobariet is een zeer radioactief secundair mineraal dat gevormd wordt in de geoxideerde zone van uraniumhoudend gesteente. De typelocatie is de Section 23 mijn, Grants, New Mexico, Verenigde Staten.